# Dedenbach
Dedenbach é um município da Alemanha localizada no distrito de Ahrweiler, na associação municipal de Verbandsgemeinde Brohltal, no estado da Renânia-Palatinado.

## População da Cidade
| - 1815 – 357 - 1835 – 355 - 1871 – 317 - 1905 – 297 - 1939 – 305 | - 1950 – 320 - 1961 – 346 - 1970 – 371 - 1987 – 367 - 2005 – 410 |